# Sphecops arctata
Sphecops arctata là một loài bướm đêm thuộc phân họ Arctiinae, họ Erebidae.